# Russell Springs (Kansas)
Russell Springs és una població dels Estats Units a l'estat de Kansas. Segons el cens del 2000 tenia 32 habitants.

## Demografia
Segons el cens del 2000, Russell Springs tenia 32 habitants, 15 habitatges, i 10 famílies. La densitat de població era de 16,5 habitants/km².
Dels 15 habitatges en un 26,7% hi vivien nens de menys de 18 anys, en un 66,7% hi vivien parelles casades, en un 0% dones solteres, i en un 33,3% no eren unitats familiars. En el 26,7% dels habitatges hi vivien persones soles el 20% de les quals corresponia a persones de 65 anys o més que vivien soles. El nombre mitjà de persones vivint en cada habitatge era de 2,13 i el nombre mitjà de persones que vivien en cada família era de 2,6.
Per edats la població es repartia de la següent manera: un 15,6% tenia menys de 18 anys, un 6,3% entre 18 i 24, un 18,8% entre 25 i 44, un 18,8% de 45 a 60 i un 40,6% 65 anys o més.
L'edat mediana era de 56 anys. Per cada 100 dones de 18 o més anys hi havia 92,9 homes.
La renda mediana per habitatge era de 23.750 $ i la renda mediana per família de 25.000 $. Els homes tenien una renda mediana de 18.125 $ mentre que les dones 0 $. La renda per capita de la població era de 15.773 $. Cap de les famílies estaven per davall del llindar de pobresa.

## Poblacions més properes
El següent diagrama mostra les poblacions més properes.